# Snijeg (film)
Snijeg је bosanskohercegovački film iz 2008. godine u režiji Aide Begić.
Na 81. dodeli Oskara ovaj film je bio bosanskohercegovački kandidat za najbolji strani film, ali ipak nije ušao u užu konkurenciju.

## Radnja
Bosna, 1997. Četiri žene, dve nane, četiri devojčice, dedo i dečak, žive u ratom razrušenom selu Slavno. Razapeti između svog života i smrti svojih najbližih, Slavni su se našli u svetu između neba i zemlje; svetu u kojem je prisutno i ono što naizgled nije tu. Iako nedaleko od tranzitnog puta, Slavno je teško dostupno zbog srušenog mosta. Jedini put koji vodi iz sela je šumska staza preko brega. S prvim snegom, selo biva potpuno izolovano, staza preko brega zatrpana, a životi stanovnika u opasnosti. Kasna je jesen, prvi sneg je blizu... Dva poslovna čoveka nenadano dolaze u Slavno i zahtevaju od stanovnika da napuste selo, nudeći im novac zauzvrat. Seljani se suočavaju s dilemom: prihvatiti ponudu koja bi im mogla spasiti živote, ali uništiti duše? Iznenadna oluja strance zarobljava u Slavnom, primoravajući ih da se suoče s problemom većim nego što je iko mogao očekivati – s istinom!

## Uloge
| Glumac                 | Uloga   |
| ---------------------- | ------- |
| Zana Marjanović        | Alma    |
| Jasna Beri             | Nadija  |
| Sadžida Šetić          | Jasmina |
| Vesna Mašić            | Safija  |
| Emir Hadžihafizbegović | Dedo    |
| Irena Mulamuhić        | Nana    |
| Jelena Kordić          | Sabrina |
| Jasmin Geljo           | Miro    |
| Dejan Spasić           | Marc    |
| Alma Terzić            | Lejla   |
| Nejla Keškić           | Zehra   |

## Spoljašnje veze
- Zvanični veb-sajt
- Snijeg na sajtu  (jezik: engleski)